# 松坂貴久子
松坂 貴久子（まつざか きくこ）は、日本のフリーアナウンサー・朗読家。

## 概要
愛媛県立八幡浜高校・成蹊大学卒。元静岡第一テレビ所属。埼玉県三郷市在住。温かみのある司会やセミナーには定評がある。
主婦経験と資格を活かし「人生100年きらめき続けるために」と銘打ち、朗読・話し方・暮らしのマナー・ヘルシークッキングのサロンを開く他、「アナウンサーが教えるアンチエイジングのための朗読講座」を、複数のカルチャーセンターや三郷市民企画講座・あだち区民大学塾などで開講。
埼玉県立三郷工業技術高校および三郷高校において放送部の指導にも当たっている。特に三郷工業技術高校は、指導を始めた2018年から、毎年連続で県大会決勝進出を果たすようになり、2022年には関東大会に出場。2023年にはついに全国大会に駒を進めた。
- 朗読コンサートグループ「桜と猫とお陽さまと」主宰
- NPO日本朗読文化協会 会員（朗読指導者養成講座修了１期生）
- 整理収納アドバイザー1級（NPO法人 ハウスキーピング協会 認定）
- マナー講師（NPO法人 日本サービズマナー協会 認定）
- ナチュラルダイエットマイスター（一般社団法人 日本ナチュラルビューティスト協会 認定）
- 茶道　裏千家　専任講師

## 出演経歴

### 静岡第一テレビ時代
〈「山本貴久子」名義〉
「ズームイン!!朝!」「24時間テレビ」「Today静岡」「しずおかミニ情報」「山本きくこの生活通信」その他　サッカー関連番組などを担当。

### フリーアナウンサー時代

#### テレビ番組
- ショップチャンネルにて美容健康情報のアドバイザーとして出演

#### テレビCM
- NTT東日本
- なちゅライフ「ローヤルゼリー濃潤液」
- 銀座ステファニー化粧品　インフォマーシャルMC

#### ラジオ番組
- 臨時災害放送局各局 震災復興支援番組「日本財団ロードプロジェクトからのお知らせ」
- レインボータウンFM「かんちひろの夜cafe」
  - レギュラーコーナー「松坂貴久子のセンスアップ講座」担当
- インターネットラジオ☆あさせやまとしや☆＠高砂放送局　
  - 朗読コーナーにて「日本の母とアメリカのマム」（岡田光世作　ニューヨークの魔法のかかり方　より）

#### ナレーション
- ドキュメンタリー「命のプロジェクト～海へ～門馬宏明の軌跡」
- テレビCM 四国銘菓 ハタダ「御栗タルト」(モンドセレクション最高金賞受賞銘菓）
- 特別番組「兵馬俑」「きもの」
- テレビ東京「未来世紀ジパング」ボイスオーバー
- スカパー!「エキサイティンググランプリ」
- 企業PRビデオ「安田工業（株） 会社紹介篇」

#### DVD出演
- 東京都食品衛生教育用ビデオ「あなたにもできるノロウイルス食中毒の予防法」
- 「七田チャイルドアカデミー」プロモーション

#### 朗読出演
- 1994年 - 音の小箱コンサートにて　音楽物語「ヘンゼルとグレーテル」（三郷文化会館）
- 1995年 - 音の小箱コンサートにて　音楽物語「白鳥の湖」（三郷文化会館）
- 2000年 - 紫陽花に添えて～歌と風の会～　（三郷文化会館）
- 2005年 - 「音楽で心に光を」の趣旨のもと、ピアニスト村沢裕子の呼びかけで、N響首席奏者を中心に一流アーティストが集結して結成した楽団「アルモニア・ムジカ」に司会者・朗読者として出演。朗読作品は全て村沢の創作である。
- 2005年 - 「五月の風と音に包まれて」にて「ポプラの木」（喫茶ゆめ色）
- 2005年 - 「第1回アルモニア・ムジカ　コンサート」にて「ポプラの木」（浜田山会館）
- 2006年 - 「音楽紙芝居」にて「不思議な太鼓とたぬきの笛」（玉川高島屋）
- 2007年 - 「第2回アルモニア・ムジカ　コンサート」にて「チェロ弾きと老婆」（浜田山会館）
- 2008年 - Winter Concertにて　ピアノ絵本館「くるみ割り人形」（三郷文化会館）
- 2012年 - 「アルモニア・ムジカ　チャリティーコンサート」にて「不思議な演奏会」（浦和パルココムナーレホール）
- 2012年 - 「アルモニア・ムジカ　チャリティーコンサート」にて「海」（彩の国さいたま芸術劇場）
- 2013年 - 「アルモニア・ムジカ　チャリティーコンサート」にて「コンチェルトメドレー」（彩の国さいたま芸術劇場）
- 2015年 - 「アルモニア・ムジカ　チャリティーコンサート」にて「チェロ弾きと加代」（杉並公会堂）
- 2019年 - 「アルモニア・ムジカ　チャリティーコンサート」にて「夢」（加賀町ホール）
- 2020年 - 「アルモニア・ムジカ　藤森亮一チェロリサイタル」にて「月の光」(Natur Musik Salon）
- 2020年 - 「千葉いきいき大学」での河崎早春氏の講演会にて「川崎洋の詩とエッセイ」を朗読（千葉市民会館）
- 2020年 - NPO日本朗読文化協会主催　「第13回朗読アラカルト」にピアニスト大羽洋子と共に「柿の種」で出演（オンライン）
- 2021年1月 - 「Tea Time朗読会」に「タイタニックの悲劇」で出演（内幸町ホール）
- 2021年1月 - 「アルモニア・ムジカ　植木昭雄チェロリサイタル」にて「愛を歌うチェロ」（ギャラリーカフェ・ラルゴ南与野）
- 2021年4月 - 「第1回　桜と猫とお陽さまと 朗読カフェ」を主催・出演（Natur Musik Salon）
- 2021年6月 - 「アルモニア・ムジカ　田中晶子ヴァイオリンリサイタル」にて「cafe鎌倉」「短歌三首　紡ぐ思い　浜岡寿美子作」（Natur Musik Salon）
- 2021年11月 - 「第1回　きらめきサロン朗読会」を主催・出演（Natur Musik Salon）
- 2021年12月 - 「第14回　朗読アラカルト」に「冬の日、防衛庁にて」で出演（麻布区民センター・ホール）
- 2022年4月 - 「第2回　桜と猫とお陽さまと 朗読カフェ」を主催・出演（Natur Musik Salon）
- 2022年5月 - 朗読ユニット「KIREI」による「KIREI de SHOW」を開催（紀尾井町サロンホール）
- 2022年6月 - 「第18回　朗読の日」に「狐」で出演（博品館劇場）
- 2022年9月 - 音楽家 大羽洋子・野々垣ルミと共に「秋の朗読会」を開催（イオンタウン吉川美南 マリアージュ ドゥ ファリーヌ テラス）
- 2022年10月 - 大木智香子と共に 「コンパーニョ」～彩の国から～ を開催（コーヒーと家具の店さむしんぐ）
- 2022年11月 -「第2回　きらめきサロン朗読会」を主催・出演（Nature Musik Salon）
- 2022年12月 -「第15回　朗読アラカルト」に「三角波」で出演（高輪区民センター・ホール）
- 2023年1月 - 「Tea　Time　朗読会」に出演（内幸町ホール）
- 2023年4月 - 「第3回　桜と猫とお陽さまと 朗読カフェ」を主催・出演（コミュニティレストラン 青いそら）
- 2023年5月 - 朗読ユニット「KIREI」による「口紅のとき」朗読会＆ビューティートークショー　開催（SHISEIDO THE TABLES）
- 2023年6月 - 朗読ユニット「KIREI」による「KOKOROアカデミー特別講座」～文豪から学ぶ男と女～に出演（築地本願寺銀座サロン）
- 2023年6月 - 「第19回　朗読の日」に「西瓜」で出演（博品館劇場）
- 2023年7月 - 朗読ユニットKIREI ＆ YSPによる音楽朗読劇「めぐり逢いはすべてを越えて」を開催（内幸町ホール）
- 2023年9月 - 「柏の葉 朗読おさらい会」に「西瓜」でゲスト出演（柏の葉アーバンデザインセンター）
- 2023年11月 - 「きらめきサロン朗読会2023秋」を主催・出演（三郷市立　希望の郷交流センター）
- 2023年12月 - 「第16回朗読アラカルト」に「かぼちゃの中の金色の時間」で出演・司会（麻布区民センター・ホール）
- 2024年1月 - 「四国の女たち朗読会」を主催・出演（カニングハム・メモリアルハウス）
- 2024年4月 - 「きらめきサロン朗読会2024春」を主催・出演（三郷市立 希望の郷交流センター）
- 2024年4月 - 「楼蘭ず朗読会」に「かわうそ」で出演（彩の国さいたま芸術劇場）
- 2024年5月 - 「Tea　Time　朗読会」に出演（内幸町ホール）
- 2024年6月 - 「第20回記念朗読の日」に「人でなしの恋」で出演・司会（博品館劇場）
- 2024年9月 - 「IKKI星☆が挑む 朗読 太宰治の世界」（朗読指導者養成講座 一期生有志　第一回公演）に「富嶽百景」で出演（内幸町ホール）
- 2024年11月 - 「きらめきサロン朗読会2024秋」を主催・出演（三郷市立 希望の郷交流センター）
- 2024年12月 - 「第17回朗読アラカルト」に朗読劇「猫でござる」に出演・司会（麻布区民センター・ホール）
- 2025年1月 - 「ろ・う・ど・フェス  2025」に「三角波」でゲスト出演（高知　ラ・ヴィータホール）
- 2025年2月 - 「アルモニア・ムジカ　吉田秀コントラバス・リサイタル」にて「花とコントラバス」（Natur Musik Salon）
- 2025年3月 - 朗読ユニット「KIREI」によるトーク＆朗読ライブ「KIREI de SHOW」～昭和を生きてきた KIREIな おねえさんは好きですか？～を開催（ティアラこうとう・小ホール）
- 2025年4月 - 「きらめきサロン朗読会2025春」を主催・出演（三郷市立 希望の郷交流センター）
- 2025年6月 -「第21回　朗読の日」に「夜のラジオ」で出演（博品館劇場）

※2016年 朗読コンサートグループ「桜と猫とお陽さまと」を結成。老人施設・障害者支援施設・介護予防サロン・おもしろ遊学館(小学生対象)などで活動を行なっている。
※2021年 元フジテレビジョン 寺田理恵子・元静岡FM放送 中村悦子と共に元局アナによる朗読ユニット「KIREI」を結成。2022年の初公演を皮切りに、今後末永く活動の予定。